# X (альбом Эда Ширана)
| Совокупная оценка   | Совокупная оценка |
| Источник            | Оценка            |
| ------------------- | ----------------- |
| Metacritic          | 70/100            |
| Оценки критиков     |                   |
| Источник            | Оценка            |
| The A.V. Club       | B                 |
| AllMusic            | [ 3 ]             |
| The Daily Telegraph | [ 4 ]             |
| The Guardian        | [ 5 ]             |
| The Observer        | [ 6 ]             |
| Rolling Stone       | [ 7 ]             |
| USA Today           | [ 8 ]             |
| Drowned in Sound    | 4/10              |
| The Independent     | Negative          |
| Time Out            | [ 11 ]            |
| Q Magazine          | [ 12 ]            |

× (произносится «multiply» — «умножить») — второй альбом британского автора-исполнителя Эда Ширана, вышедший 23 июня 2014 года на лейблах Asylum и Atlantic.
Дебютный сингл Sing возглавил британский хит-парад, а сам альбом стал № 1 в чартах США, Австралии, Великобритании, Германии, Ирландии, Канады, Новой Зеландии, Норвегии.
В декабре 2014 года Spotify назвал x наиболее прослушиваемым по стримингу альбомом года во всём мире (он получил более чем 430 млн потоков за год). x был сертифицирован в 12-кратном платиновом статусе в Великобритании за тираж более 3 млн копий и стал третьим бестселлером десятилетия 2010-х годов и также двадцатым бестселлером за всю историю Великобритании. Он был сертифицирован в многократно платиновом статусе в Канаде, в Новой Зеландии, в США. Он также стал первым альбомом сертифицированным в бриллиантовом статусе в Австралии. Также x побил рекорд Adele по наибольшему числу недель нахождения в лучшей десятке чарта top 10 за всю историю Великобритании.
В 2015 году x выиграл премию Brit Award в категории British Album of the Year, а на 57-й церемонии «Грэмми» был номинирован в категориях Best Pop Vocal Album и Album of the Year.

## Создание альбома и песни
Работа над новым альбомом началась ещё в то время, когда была только что закончена подготовка первого диска +. Причём, первый трек записывался в гостиничном номере вместе с Джонни Макдэйдом во время концертного тура его группы Snow Patrol. В дальнейшем записи проходили 3 года в разных студиях и местах мира с различными известными продюсерами, такими как Рик Рубин (работавшим с Эминемом, Jay-Z, Red Hot Chilli Peppers и другими звёздами), Фаррелл (Daft Punk, Робин Тик, N.E.R.D), Бенни Бланко (Рианна, Уиз Халифа) и Джефф Баскер (Алиша Киз, Jay-Z), которые добавили красок к работе ключевых соавторов Джонни Макдэйда (Snow Patrol) и Джейка Гослинга (который продюсировал дебютный диск «+»).
«One» стала первой песней, написанной для нового альбома. Написанная в гитарном стиле во время концертного тура в гостиничном номере в австралийском Перте в 2011 году, она стала последним треком, посвящённым бывшей подруге Alice, которая была объектом всех любовных песен его предыдущего альбома.
«I’m a Mess» стала последней песней, написанной во время сессионных записей вместе с Рубиным и одной из двух о новой подруге Ширана. Сам он характеризовал её как довольно простую песню, «сочинённую в душе». Второй песней о новой подруге стала «Don’t», причём сам Ширан сказал, что она «на 100 процентов не Тейлор Свифт», хотя он спел для неё этот трек. «Don’t» планировалась в качестве первого сингла с альбома, но он решил, что хор (особенно в линии «Don’t f- with my love») не подходит для дебютного сингла. Сначала песня была записана с Бенни Бланко, затем снова с Риком Рубином, и оба продюсера уже вместе скомпоновали итоговую версию.
«Nina» была написана вместе с Джонни Макдэйдом, и она стала первым совместным для этой пары треком для нового альбома. По словам самого Макдэйда, это «самоуничижительная» песня о любви, «где герой в основном призывает кого-то и советует ей не быть с ним».
«Photograph» также написана вместе с Макдэйдом во время поездки с его группой Snow Patrol в мае 2012 года, «вневременная баллада». Старт песни был дан фортепианными наигрышами на лаптопе Макдэйда, потом Ширан стал подпевать. Ширан утверждал, что эта песня даёт новый путь в карьере, и эта песня вытянет диск, даже если весь альбом будет провальным. Описанная как Ширановский вариант песни Angels Робби Уильямса, этот трек назвали «балладой с большими барабанами, расположенными в Нью-Йорке».
В целях продвижения нового альбома Эд Ширан выступил на нескольких телешоу. 12 апреля 2014 года он впервые представил песни «Sing» и «Don’t» в живом исполнении впервые на субботнем шоу Saturday Night Live. 16 апреля было эксклюзивное акустическое исполнение «Take It Back» на канале SB.TV. 27 апреля Ширан исполнил песню «Sing» на церемонии Logie Awards, ежегодном вручении премий в Мельбурне (Австралия).

## Реакция общественности и коммерческий успех
Альбом получил как положительные, так и умеренные отзывы музыкальной критики и интернет-изданий. Англоязычный сайт-агрегатор Metacritic, собирающий отзывы и обзоры музыкальных альбомов, дал суммарную оценку в 70 % (на основании анализа 18 избранных рецензий), говоря о «в целом благоприятных отзывах». Например, похвалу он заслужил от таких изданий, как Q Magazine, Time, The Daily Telegraph, The Guardian, USA Today. Обозреватель Нил Маккормик из газеты The Daily Telegraph дал наивысший рейтинг диску, пять из пяти звёзд, комментируя, как Ширан остаётся в своём релизе настоящим певцом и автором-исполнителем, и что он несёт слушателям «эмоциональную правдивость и личное откровение». Джим Фарбер из New York Daily News оценил альбом на три звезды из пяти, отметив, что «Ширан может написать напевную запоминающуюся мелодию и, очевидно, есть то, что определённая часть молодых девушек любит даже больше, чем внешний вид: сердце в его лирике». Умеренные отзывы были от Rolling Stone (Джон Долан высказался так: «лучше название альбома, возможно, было бы XXX», дав в итоге рейтингу альбома именно три звезды из пяти), а негативные от The Independent (называя альбом как «мутный», «мягкий», «без остроумия или сексуальной привлекательности» и «подлинно скучным»).
Альбом сразу дебютировал на первом месте в Великобритании с тиражом в 180 000 копий в первую неделю релиза (лучший результат 2014 года в Соединённом Королевстве на то время). Диск пробыл на первом месте четыре недели подряд: дольше всех в 2014 году (данные на июль).
Альбом пробыл 74 недели подряд в лучшей десятке британского чарта top ten, побив рекорд диска 21 (у которогго этот показатель был равен 71 недели).
В США альбом стал первым в карьере певца, возглавившим американский хит-парад Billboard 200, дебютировав на № 1 с тиражом в 210 000 копий. Более того, это означало самый успешный дебют поп-альбома и четвёртый в целом для любого диска года (на июль 2014). 17 июня 2016 года альбому присвоена 4-кратная платиновая сертификация сертификация от RIAA за 4 млн копий в США.
На январь 2020 во всём мире продано более 12 млн копий альбома.

### Итоговые списки
| Публикация          | Ранг | Список                     |
| ------------------- | ---- | -------------------------- |
| Billboard           | 5    | The 10 Best Albums of 2014 |
| Digital Spy         | 5    | Top Albums of 2014         |
| The Daily Telegraph | 1    | Best 50 Albums of 2014     |

## Список композиций
| №   | Название            | Автор(ы)                    | Продюсеры                     | Длительность |
| --- | ------------------- | --------------------------- | ----------------------------- | ------------ |
| 1.  | «One»               | Эд Ширан                    | Джейк Гослинг                 | 4:13         |
| 2.  | «I'm a Mess»        | Ширан                       | Гослинг                       | 4:06         |
| 3.  | «Sing»              | Ширан Фаррелл               | Уильямс                       | 3:55         |
| 4.  | «Don't»             | Ширан Бенджамин Левин       | Бенни Бланко Рик Рубин [ 24 ] | 3:39         |
| 5.  | «Nina»              | Ширан Джонни Макдэйд [ 24 ] | Гослинг                       | 3:43         |
| 6.  | «Photograph»        | Ширан Макдэйд [ 22 ]        | Джефф Баскер                  | 4:17         |
| 7.  | «Bloodstream»       | Ширан                       | Рубин                         | 4:59         |
| 8.  | «Tenerife Sea»      | Ширан                       | Рубин                         | 4:00         |
| 9.  | «Runaway»           | Ширан                       | Уильямс                       | 3:26         |
| 10. | «The Man»           | Ширан                       | Гослинг                       | 4:09         |
| 11. | «Thinking Out Loud» | Ширан                       | Гослинг                       | 4:40         |
| 12. | «Afire Love»        | Ширан                       |                               | 4:58         |

| №   | Название                     | Автор(ы)        | Продюсеры                               | Длительность |
| --- | ---------------------------- | --------------- | --------------------------------------- | ------------ |
| 13. | «Take It Back»               | Ширан           |                                         | 3:28         |
| 14. | «Shirtsleeves»               | Ширан           | Гослинг                                 | 3:09         |
| 15. | «Even My Dad Does Sometimes» | Ширан Amy Wadge | Гослинг                                 | 3:48         |
| 16. | «I See Fire»                 | Ширан           | Ширан Pete Cobbin Kirsty Whalley [ 44 ] | 4:57         |

## Основные участники записи
Источник —
- Ширан — продюсер на «I See Fire», инструментовка и программирование на «Don’t», вокал, гитара (акустическая и электро) и скрипка на «I See Fire», хлопки руками на «I’m a Mess» и «Nina»
- Джейк Гослинг[англ.] — продюсер, инжиниринг, программирование и ударные на «One», «I’m a Mess», «Nina», «The Man», «Thinking Out Loud», «Shirtsleeves» и «Even My Dad Does Sometimes», перкуссия на «I’m a Mess», «Nina», «Thinking Out Loud» и «Shirtsleeves», фортепиано и хлопки руками на «I’m a Mess» and «Nina», синтезаторы на «Nina», Родес-пиано на «The Man», струнные и валторна на «One», бас-гитара на «Even My Dad Does Sometimes»
- Фаррелл — продюсер на «Sing» и «Runaway»
- Бенни Бланко — продюсер, инструментовка и программирование на «Don’t»
- Рик Рубин — продюсер на «Don’t», «Bloodstream», «Tenerife Sea» и «Take It Back», инструментовка и программирование на «Don’t»
- Джонни Макдэйд — продюсер и инжиниринг на «Afire Love» и «All of the Stars», программирование на «Afire Love», клавишные на «Tenerife Sea» и «Bloodstream», гитары, бас, бэк-вокал, перкуссия, фортепиано на «Afire Love»
- Джефф Баскер[англ.] — продюсер, фортепиано, клавишные & бас-гитара на «Photograph»

## Чарты
| Чарт (2014—19)                      | Высшая позиция |
| ----------------------------------- | -------------- |
| Австралия (ARIA)                    | 1              |
| Австрия (Ö3 Austria)                | 2              |
| Бельгия/Фландрия (Ultratop)         | 2              |
| Бельгия/Валлония (Ultratop)         | 8              |
| Бразилия (ABPD)                     | 9              |
| Канада (Canadian Albums Chart)      | 1              |
| Хорватия                            | 4              |
| Чехия (ČNS IFPI)                    | 10             |
| Дания (Hitlisten)                   | 1              |
| Нидерланды (Album Top 100)          | 1              |
| Финляндия (Suomen virallinen lista) | 1              |
| Франция (SNEP)                      | 5              |
| Германия (Offizielle Top 100)       | 1              |
| Венгрия (MAHASZ)                    | 3              |
| Ирландия (IRMA)                     | 1              |
| Италия (Classifica album)           | 2              |
| Япония (Oricon)                     | 32             |
| Республика Корея (GAON)             | 45             |
| Мексика (AMPROFON)                  | 17             |
| Новая Зеландия (RMNZ)               | 1              |
| Норвегия (VG-lista)                 | 1              |
| Польша (ZPAV)                       | 1              |
| Португалия (AFP)                    | 2              |
| Шотландия (Scottish Albums Chart)   | 1              |
| ЮАР (RISA)                          | 1              |
| Испания (PROMUSICAE)                | 6              |
| Швеция (Sverigetopplistan)          | 1              |
| Швейцария (Schweizer Hitparade)     | 1              |
| Великобритания (UK Albums Chart)    | 1              |
| США (Billboard 200)                 | 1              |

| Чарт (2014)                         | Позиция |
| ----------------------------------- | ------- |
| Австралия (ARIA)                    | 1       |
| Австрия (Ö3 Austria)                | 35      |
| Бельгия (Ultratop Flanders)         | 11      |
| Бельгия (Ultratop Wallonia)         | 63      |
| Канада (Billboard)                  | 10      |
| Дания (Hitlisten)                   | 25      |
| Нидерланды (MegaCharts)             | 9       |
| Финляндия (Suomen virallinen lista) | 4       |
| Франция (SNEP)                      | 86      |
| Германия (Offizielle Top 100)       | 9       |
| Венгрия (MAHASZ)                    | 30      |
| Ирландия (IRMA)                     | 1       |
| Италия (FIMI)                       | 37      |
| Новая Зеландия (RMNZ)               | 1       |
| Польша (ZPAV)                       | 21      |
| Швеция (Sverigetopplistan)          | 4       |
| Швейцария (Schweizer Hitparade)     | 9       |
| Великобритания (OCC)                | 1       |
| США (Billboard 200)                 | 21      |
| Чарт (2015)                         | Позиция |
| Австралия (ARIA)                    | 2       |
| Австрия (Ö3 Austria)                | 26      |
| Бельгия (Ultratop Flanders)         | 20      |
| Бельгия (Ultratop Wallonia)         | 34      |
| Канада (Billboard)                  | 2       |
| Дания (Hitlisten)                   | 3       |
| Нидерланды (MegaCharts)             | 12      |
| Франция (SNEP)                      | 25      |
| Германия (Offizielle Top 100)       | 9       |
| Венгрия (MAHASZ)                    | 13      |
| Ирландия (IRMA)                     | 2       |
| Италия (FIMI)                       | 29      |
| Мексика (AMPROFON)                  | 48      |
| Новая Зеландия (RMNZ)               | 2       |
| Польша (ZPAV)                       | 8       |
| Испания (PROMUSICAE)                | 31      |
| Швеция (Sverigetopplistan)          | 2       |
| Швейцария (Schweizer Hitparade)     | 4       |
| Великобритания (OCC)                | 2       |
| США (Billboard 200)                 | 2       |
| Чарт (2016)                         | Позиция |
| Австралия (ARIA)                    | 20      |
| Канада (Billboard)                  | 15      |
| Дания (Hitlisten)                   | 7       |
| Нидерланды (MegaCharts)             | 15      |
| Германия (Offizielle Top 100)       | 93      |
| Венгрия (MAHASZ)                    | 36      |
| Новая Зеландия (RMNZ)               | 3       |
| Испания (PROMUSICAE)                | 70      |
| Швеция (Sverigetopplistan)          | 20      |
| Швейцария (Schweizer Hitparade)     | 54      |
| Великобритания (OCC)                | 20      |
| США (Billboard 200)                 | 37      |
| Чарт (2017)                         | Позиция |
| Австралия (ARIA)                    | 7       |
| Австрия (Ö3 Austria)                | 41      |
| Канада (Billboard)                  | 34      |
| Дания (Hitlisten)                   | 6       |
| Нидерланды (MegaCharts)             | 8       |
| Германия (Offizielle Top 100)       | 45      |
| Италия (FIMI)                       | 47      |
| Новая Зеландия (RMNZ)               | 8       |
| Польша (ZPAV)                       | 7       |
| Швеция (Sverigetopplistan)          | 15      |
| Швейцария (Schweizer Hitparade)     | 33      |
| Великобритания (OCC)                | 6       |
| США (Billboard 200)                 | 50      |
| Чарт (2018)                         | Позиция |
| Австралия (ARIA)                    | 10      |
| Канада (Billboard)                  | 39      |
| Дания (Hitlisten)                   | 14      |
| Нидерланды (MegaCharts)             | 30      |
| Ирландия (IRMA)                     | 10      |
| Италия (FIMI)                       | 100     |
| Новая Зеландия (RMNZ)               | 14      |
| Швеция (Sverigetopplistan)          | 37      |
| Швейцария (Schweizer Hitparade)     | 67      |
| Великобритания (OCC)                | 22      |
| США (Billboard 200)                 | 63      |
| Чарт (2019)                         | Позиция |
| Австралия (ARIA)                    | 33      |
| Бельгия (Ultratop Flanders)         | 93      |
| Дания (Hitlisten)                   | 30      |
| Нидерланды (Album Top 100)          | 50      |
| Ирландия (IRMA)                     | 41      |
| Латвия (LAIPA)                      | 86      |
| Новая Зеландия (RMNZ)               | 25      |
| Швеция (Sverigetopplistan)          | 79      |
| Великобритания (OCC)                | 41      |
| Чарт (2020)                         | Позиция |
| Австралия (ARIA)                    | 61      |
| Дания (Hitlisten)                   | 45      |
| Нидерланды (Album Top 100)          | 82      |
| Ирландия (IRMA)                     | 49      |
| Великобритания (OCC)                | 52      |

| Чарт (2010—2019)              | Позиция |
| ----------------------------- | ------- |
| Австралия (ARIA)              | 5       |
| Германия (Offizielle Top 100) | 18      |
| Великобритания (OCC)          | 3       |
| США (Billboard 200)           | 8       |

## Сертификации
| Регион | Сертификация   | Продажи    |
| --- | -------------- | ---------- |
| Австралия (ARIA) | 10× Платиновый | 700 000    |
| Австрия (IFPI Austria) | 3× Платиновый  | 45 000*    |
| Бельгия (BEA) | Золотой        | 15 000     |
| Канада (Music Canada) | Бриллиантовый  | 800 000    |
| Дания (IFPI Danmark) | 10× Платиновый | 200 000    |
| Финляндия (Musiikkituottajat) | Платиновый     | 19,618     |
| Франция (SNEP) | 2× Платиновый  | 200 000*   |
| Германия (BVMI) | 4× Платиновый  | 800 000    |
| Венгрия (Mahasz) | Платиновый     | 2000^      |
| Италия (FIMI) | 3× Платиновый  | 150 000    |
| Япония (RIAJ) | Золотой        | 100 000^   |
| Мексика (AMPROFON) | Золотой        | 30 000^    |
| Нидерланды (NVPI) | Золотой        | 25 000^    |
| Новая Зеландия (RMNZ) | 16× Платиновый | 240 000    |
| Норвегия (IFPI Norway) | Золотой        | 15 000*    |
| Польша (ZPAV) | Бриллиантовый  | 100 000    |
| Португалия (AFP) | Платиновый     | 15 000^    |
| Сингапур (RIAS) | 4× Платиновый  | 40 000*    |
| Испания (PROMUSICAE) | Платиновый     | 40 000     |
| Швеция (GLF) | Платиновый     | 40 000     |
| Швейцария (IFPI Switzerland) | 2× Платиновый  | 40 000^    |
| Великобритания (BPI) | 13× Платиновый | 3,930,349  |
| США (RIAA) | 6× Платиновый  | 6 000 000  |
| Итого |                |            |
| Европа (IFPI) | 2× Платиновый  | 2 000 000* |
| * Данные о продажах приведены только на основе сертификации. · ^ Данные о тиражах приведены только на основе сертификации. · Данные о продажах + прослушиваниях приведены только на основе сертификации. |                |            |